# Mihai Kokossy
Mihai Kokossy (ur. 9 kwietnia 1911 w Turdeni, zm. w 1986 w Budapeszcie) – rumuński szermierz. Reprezentant kraju podczas Igrzysk Olimpijskich 1952 w Helsinkach. Na igrzyskach uczestniczył w turnieju drużynowym szablistów. W tym turnieju wygrał po jednej walce z Francją i Polską.